# Noomi Rapace
Noomi Rapace (trascrizione della pronuncia svedese: [ˈno:mɪ raˈpas]), nata Noomi Norén (Hudiksvall, 28 dicembre 1979) è un'attrice svedese.
È nota per avere interpretato Lisbeth Salander nei film Uomini che odiano le donne, La ragazza che giocava con il fuoco, La regina dei castelli di carta, tratti dalla trilogia Millennium di Stieg Larsson e anche per aver interpretato la dottoressa Elizabeth Shaw in Prometheus.

## Biografia

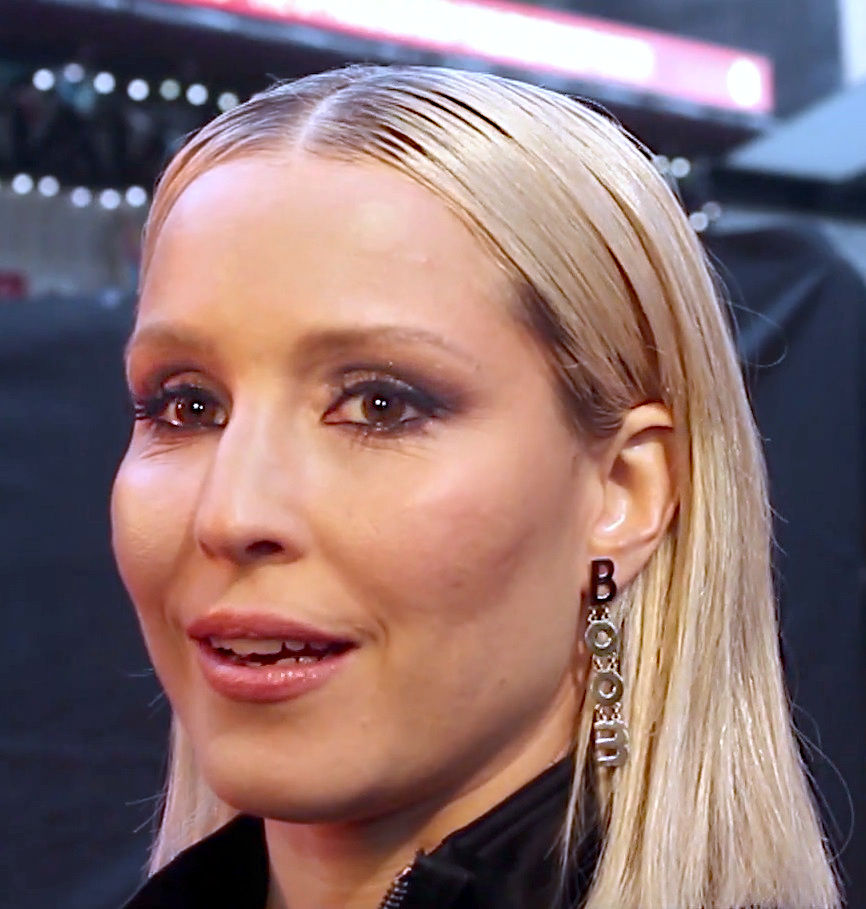
Rapace nel 2014

Nasce a Hudiksvall il 28 dicembre 1979, figlia di Rogelio Durán (10 novembre 1953 – 4 novembre 2006), un cantante spagnolo di flamenco originario di Badajoz (in Estremadura) di origine gitana, e di Nina Norén (1954), un'attrice svedese. La sorella, Særún Norén, è una fotografa. Rapace ha detto di aver visto suo padre solo occasionalmente prima della sua morte: "Non c'era mai. La prima volta che l'ho visto avevo quindici anni ed era sul palco". Cresciuta sino all'età di cinque anni a Järna, si trasferisce a Flúðir, in Islanda, con sua madre e il patrigno. Di sé stessa ha detto: "Vengo da una fattoria povera, non sono istruita, nessuno mi ha aperto le porte, non provengo da vita agiata".
A sette anni le viene data una parte muta nel film In the Shadow of the Raven di Hrafn Gunnlaugsson. L'esperienza le fa capire di voler fare l'attrice. Una decina di anni più tardi (1996) debutta in televisione, interpretando Lucinda Gonzales nella serie TV Tre kronor. Nel 1998-1999 studia presso la Skara Skolscen, per essere poi scritturata nel 2000-2001 dal Theater Plaza, nel 2001 dal Orionteatern, nel 2002 dal Teater Galeasen, e nel 2003 dal Stockholms stadsteater e dal Royal Dramatic Theatre. 
Nel 2001 sposa l'attore svedese Ola Rapace, nato  Pär Ola Norell, con cui ha deciso di adottare insieme il nuovo cognome "Rapace" traendolo dal significato letterale che questa parola ha in italiano. Anche dopo la separazione, avvenuta nel 2011 ha scelto, come il marito, di mantenere tale cognome a fini artistici; i due hanno avuto un figlio nel 2003 di nome Lev.
Nel 2007 ha interpretato la protagonista in Daisy Diamond, film danese drammatico. Nel 2009 interpreta il ruolo di Lisbeth Salander nei film Uomini che odiano le donne, La ragazza che giocava con il fuoco e La regina dei castelli di carta. Alcuni dei piercing che Rapace ha nella trilogia sono stati fatti per l'occasione. Grazie all'interpretazione in Uomini che odiano le donne, ha ricevuto una candidatura agli European Film Awards come miglior attrice e i prestigiosi BAFTA Awards, gli Oscar britannici, come miglior attrice protagonista.
Nel 2011 il suo debutto in una grande produzione statunitense, nel cast del film Sherlock Holmes - Gioco di ombre. Sempre nel 2011 vince il premio Marc'Aurelio d'Argento come miglior attrice al Festival Internazionale del Film di Roma 2011, per la sua interpretazione nel film Babycall. A novembre del 2012 è comparsa come protagonista nel video del brano Doom and Gloom dei Rolling Stones. Nel 2014 compare nel video del brano eez-eh del gruppo inglese Kasabian. Nel 2017 appare come protagonista nel film Seven Sisters, in cui interpreta sette ruoli differenti. Nel 2018 appare nei film Rapina a Stoccolma e Close, mentre nel 2019 recita in Angels of Mine. Nel 2020 interpreta il ruolo da protagonista nel film The Secret - Le verità nascoste. Nel 2024 è protagonista della miniserie Constellation, pubblicata da Apple TV+.
Rapace parla fluentemente, oltre al suo nativo svedese, islandese, danese, norvegese e inglese.

## Vita privata
Rapace ha sposato l'attore svedese Ola Rapace (nato Pär Ola Norell) nel 2001. Dopo il matrimonio, la coppia ha deciso di utilizzare il cognome Rapace, che significa "uccello da preda" sia in francese che in italiano, perché suonava "bello". Hanno un figlio, Lev, nato nel 2003. Nel settembre 2010 hanno chiesto il divorzio, entrato in vigore l'anno successivo.
Rapace vive a Londra, e la descrive come la sua "città preferita".

## Filmografia

### Attrice

#### Cinema
- Sanning eller konsekvens, regia di Christina Olofson (1997)
- Capricciosa, regia di Reza Bagher (2003)
- Blodsbröder, regia di Daniel Fridell (2005)
- Du & jag, regia di Martin Jern e Emil Larsson (2006)
- Sökarna - Återkomsten, regia di Thorsten Flinck, Lena Koppel e Liam Norberg (2006)
- Daisy Diamond, regia di Simon Staho (2007)
- Uomini che odiano le donne (Män som hatar kvinnor), regia di Niels Arden Oplev (2009)
- La ragazza che giocava con il fuoco (Flickan som lekte med elden), regia di Daniel Alfredson (2009)
- La regina dei castelli di carta (Luftslottet som sprängdes), regia di Daniel Alfredson (2009)
- Beyond (Svinalängorna), regia di Pernilla August (2010)
- Babycall, regia di Pål Sletaune (2011)
- Sherlock Holmes - Gioco di ombre (Sherlock Holmes: A Game of Shadows), regia di Guy Ritchie (2011)
- Prometheus, regia di Ridley Scott (2012)
- Passion, regia di Brian De Palma (2012)
- Dead Man Down - Il sapore della vendetta (Dead Man Down), regia di Niels Arden Oplev (2013)
- Chi è senza colpa (The Drop), regia di Michaël R. Roskam (2014)
- Child 44 - Il bambino numero 44 (Child 44), regia di Daniel Espinosa (2015)
- Rupture, regia Steven Shainberg (2016)
- Codice Unlocked (Unlocked), regia di Michael Apted (2017)
- Alien: Covenant, regia di Ridley Scott (2017)
- Bright, regia di David Ayer (2017)
- Seven Sisters (What Happened to Monday), regia di Tommy Wirkola (2017)
- Rapina a Stoccolma (Stockholm), regia di Robert Budreau (2018)
- Close, regia di Vicky Jewson (2019)
- Angel of Mine, regia di Kim Farrant (2019)
- The Secret - Le verità nascoste (The Secrets We Keep), regia di Yuval Adler (2020)
- Lamb (Dýrið), regia di Valdimar Jóhannsson (2021)
- The Trip regia di Tommy Wirkola (2021)
- Non sarai sola, regia di Goran Stolevski (2022)
- Granchio nero (Svart krabba), regia di Adam Berg (2022)
- Assassin Club, regia di Camille Delamarre (2023)

#### Televisione
- Tre kronor – serie TV (1996-1997)
- Pusselbitar – miniserie TV (2001)
- Stora teatern – miniserie TV (2002)
- Tusenbröder – serie TV, episodio 2x05 (2003)
- Älskar, älskar och älskar, regia di Susan Taslimi – film TV (2004)
- Lovisa och Carl Michael, regia di Leif Magnusson – film TV (2005)
- Labyrint mobisodes – miniserie TV (2007)
- Labyrint – serie TV, 12 episodi (2007-2008)
- Millennium – miniserie TV, 6 puntate (2010)
- Jack Ryan – serie TV, 5 episodi (2018)
- Django – miniserie TV, 10 puntate (2023)
- Constellation – miniserie TV, 8 puntate (2024)

#### Cortometraggi
- Röd jul, regia di Linus Tunström TV (2001)
- En utflykt till mànens baksida, regia di Stefan Ronge (2003)
- Toleransens gränser, regia di Ann Holmgren (2005)
- Enhälligt beslut, regia di Björn Engström (2006)
- Alien: Covenant - Prologue: The Crossing, regia di Ridley Scott (2017)

#### Video musicali
- Doom and Gloom dei Rolling Stones, regia di Jonas Åkerlund (2012)
- eez-eh dei Kasabian, regia di Aitor Throup (2014)

### Produttrice
- Rapina a Stoccolma (Stockholm), regia di Robert Budreau (2018)
- Close, regia di Vicky Jewson (2019)
- The Secret - Le verità nascoste (The Secrets We Keep), regia di Yuval Adler (2020)
- Dýrið, regia di Valdimar Jóhannsson (2021) - produttrice esecutiva

## Doppiatrici italiane
Nelle versioni in italiano delle opere in cui ha recitato, Noomi Rapace è stata doppiata da:
- Federica De Bortoli in Uomini che odiano le donne, La ragazza che giocava con il fuoco, La regina dei castelli di carta, Millennium, Beyond, Babycall, Dead Man Down - Il sapore della vendetta, Codice Unlocked, Bright, Close, Rapina a Stoccolma, Jack Ryan , The Secret - Le verità nascoste, The Trip, Granchio nero, Lamb, Assassin Club, Constellation
- Domitilla D'Amico in Prometheus, Child 44 - Il bambino numero 44
- Laura Romano in Sherlock Holmes - Gioco di ombre
- Roberta Pellini in Chi è senza colpa
- Selvaggia Quattrini in Angel of Mine
- Joy Saltarelli in Seven Sisters
- Perla Liberatori in Django

## Riconoscimenti
- Premio Bodil
  - 2008 – Migliore attrice protagonista per Daisy Diamond
- Premio Robert
  - 2008 – Migliore attrice protagonista per Daisy Diamond
- Festival della televisione di Monte Carlo
  - 2010 – Nymphe d'or Migliore attrice protagonista in una miniserie televisiva per Millennium
  - 2010 – Nymphe d'or Migliore attrice protagonista in un film per Uomini che odiano le donne
- Premio Guldbagge
  - 2010 – Migliore attrice protagonista per Uomini che odiano le donne
- New York Film Critics Online
  - 2010 – Migliore attrice protagonista per Uomini che odiano le donne
- Satellite Award
  - 2010 – Migliore attrice protagonista per Uomini che odiano le donne
- Hollywood Film Festival
  - 2010 – Spotlight Award per Uomini che odiano le donne
- Empire Awards
  - 2010 – Migliore attrice per Uomini che odiano le donne
- São Paulo International Film Festival
  - 2010 – Migliore attrice protagonista per Beyond
- Festival internazionale del film di Roma
  - 2011 – Premio Marc'Aurelio d'Argento della Giuria alla migliore attrice per Babycall
- Premio Amanda
  - 2012 – Migliore attrice per Babycall
- Festival del Cinema di Sitges
  - 2021 – Migliore attrice per Lamb